# Vinasat-2
VINASAT-2 là vệ tinh viễn thông địa tĩnh của Việt Nam do nhà thầu Lockheed Martin - đối tác cung cấp VINASAT-1, sản xuất trên nền tảng khung A2100.
Vệ tinh VINASAT-2 được phóng vào lúc từ 5 giờ 13 phút (giờ Hà Nội) ngày 16 tháng 5 năm 2012 tại bãi phóng Kourou ở Guyana bằng tên lửa Ariane-5 ECA. Ngoài VINASAT-2, lần phóng này cũng mang theo vệ tinh viễn thông JCSAT-13 của Nhật Bản.

## Cấu trúc và tác dụng

Bản vẽ mặt cắt dọc của một tên lửa Ariane 5 ECA

### Thông số cơ bản
Các thông số cơ bản của vệ tinh VINASAT-2 như sau:
- Nền tảng khung: A2100
- Tuổi thọ vệ tinh: 15 năm
- Vị trí quỹ đạo: 131,8°E
- Vùng phủ sóng cơ bản bao gồm: Việt Nam, khu vực Đông Nam Á, một số quốc gia lân cận.

### Băng tần phát sóng
- Băng tần hoạt động: Ku [1]
- Số bộ phát đáp: 30 (36 MHz/bộ) gồm 24 bộ khai thác thương mại và 6 bộ dự phòng.[4]
- Khả năng truyền dẫn: tương đương 13.000 kênh thoại/Internet/truyền số liệu hoặc khoảng 150 kênh truyền hình.[4]

## Thông tin dự án

### Nhà thầu
Tập đoàn Lockheed Martin của Hoa Kỳ chịu trách nhiệm sản xuất và thực hiện công tác phóng vệ tinh VINASAT-2.

### Kinh phí
Dự án VINASAT-2 có tổng kinh phí khoảng từ 260 - 280 triệu USD (tương đương 6630 đến 7140 tỷ VND). Dự án được Thủ tướng thông qua và giao cho đơn vị VNPT làm chủ đầu tư vào tháng 12 năm 2009.Dự án bao gồm 80% vốn vay (trong đó 60% là vốn thương mại) và 20% vốn đối ứng của VNPT. Theo cách tính của một số lãnh đạo VNPT, việc sử dụng và triển khai VINASAT-2 sau 10 năm mới có lãi.

## Quá trình phóng vệ tinh
- Lúc 5 giờ 5 phút, buổi sáng cùng ngày, điều kiện thời tiết diễn ra thuận lợi tại bãi phóng Kourou (Guyana). Các thông số kỹ thuật đều hiển thị màu xanh báo hiệu sự an toàn cho việc phóng tên lửa.[6]
- Đến 5 giờ 10 phút, chế độ cấp nguồn mặt đất sắp sửa chuyển thành chế độ nguồn ắc quy trên tên lửa Ariane-5, các vị trí tại tên lửa đẩy dần rời khỏi tên lửa.
- Đúng 5 giờ 13 phút, động cơ tên lửa sau khi được kích hoạt đã rời bệ phóng mang theo hai vệ tinh VINASAT-2 của Việt Nam và JCSAT-13 của Nhật Bản lên quỹ đạo. Vệ tinh JCSAT-13 nặng khoảng 4,5 tấn và được đặt phía trên VINASAT-2 trong khoang hàng của tên lửa.
- Tại thời điểm 5 giờ 20 phút, hai tên lửa đẩy phụ đã tách khỏi tên lửa chính. Tên lửa chính tầng thứ nhất đã được kích hoạt. Tốc độ vệ tinh đạt 6,74 km/s.
- Theo quy trình, vệ tinh JCSAT-13 được tách trước (khoảng 26 phút sau khi rời mặt đất) và hướng về tọa độ 124 độ Đông. VINASAT-2 được tách khỏi tên lửa 10 phút sau đó. Sau khi phóng hơn 20 phút, độ cao tăng nhanh chóng: 1.270 km, tốc độ hơn 9 km/s. Tên lửa gần như vuông góc với trái đất. Khoảng 20 phút sau khi phóng, vị trí vệ tinh ở phần Tây của châu Âu. Tên lửa bay được 23 phút, động cơ đẩy tầng 2 tách ra. Vận tốc 9,32 km/s.[6]
- Tiếp theo, vệ tinh JCSAT-13 của Nhật Bản tách khỏi tên lửa. Tên lửa xoay hướng để tiếp tục mang VINASAT-2 đến đúng vị trí 131,8 độ Đông. Vỏ khoang chứa bảo vệ được tách ra, để lộ vệ tinh VINASAT-2.
- VINASAT-2 được tách khỏi tên lửa đẩy. Vệ tinh nằm trên quỹ đạo địa tĩnh ở 131,8 độ Đông, với thời gian hoạt động 15 năm. VINASAT-2 có trọng lượng xấp xỉ 3 tấn, được phóng lên quỹ đạo địa tĩnh 131,8 độ Đông, chỉ cách 0,2 độ (khoảng 147,2 km) so với VINASAT-1.

## Kết quả phóng
Vệ tinh VINASAT-2 đã được phóng thành công vào quỹ đạo vào lúc 5 giờ 46 phút cùng ngày tại phòng điều khiển Trung tâm Vũ trụ châu Âu. Các chuyên gia kỹ thuật thông báo hai vệ tinh đã được phóng thành công, những người có mặt đồng loạt vỗ tay vui mừng việc phóng thành công hai vệ tinh VINASAT-2 của Việt Nam và JCSAT-13 của Nhật Bản lên quỹ đạo.